# Владимир Фёдорович (князь стародубский)
Владимир Фёдорович  — последний стародубский удельный князь из рода Рюриковичей, старший сын  удельного стародубского князя Фёдора Фёдоровича, наследственный удел получил после смерти отца, около конца 40-х годов XV века, и владел им около десяти лет.

## Биография
С именем Владимира Фёдоровича связана полная потеря самостоятельности Стародубского удела, который в середине XV в. окончательно был поглощён Москвою и низведён на ступень обыкновенной провинции. Владимир Фёдорович был бездетен, и вместе с его смертью угасла династия собственно Стародубских князей. Все дяди и родные братья Владимира Фёдоровича, за исключением Ивана, умершего до него, — дали начало княжеским родам других наименований.